# فهرست شهرستان‌های کنتاکی

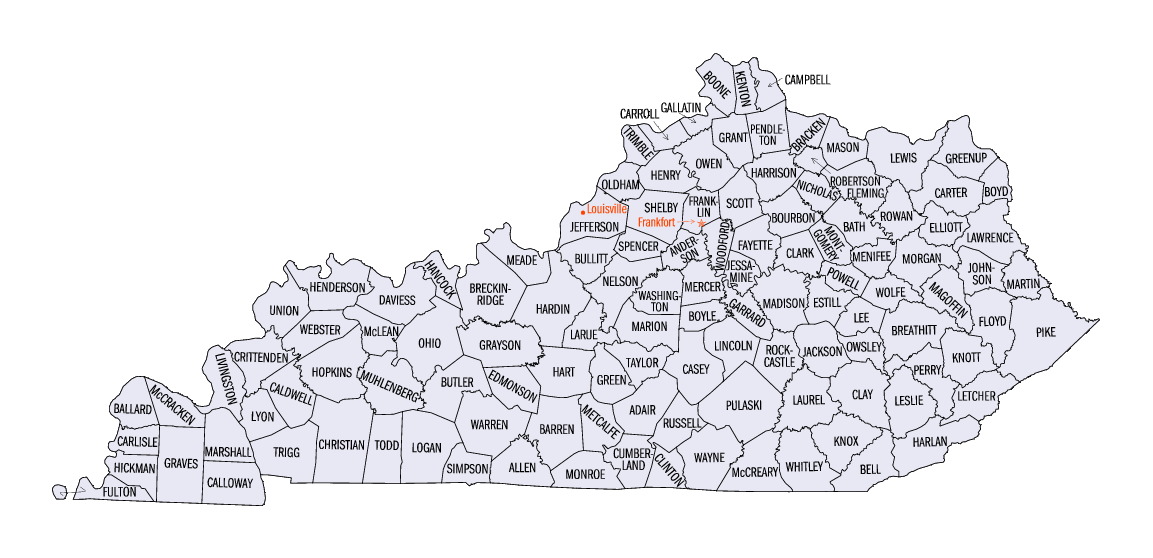

فهرست شهرستان‌های کنتاکی
| نام شهرستان                | مرکز شهرستان                          | تأسیس | جمعیت   | مساحت        | نقشه |
| -------------------------- | ------------------------------------- | ----- | ------- | ------------ | ---- |
| شهرستان ادیر، کنتاکی       | کلمبیا، کنتاکی                        | ۱۸۰۲  | ۱۸٬۶۵۶  | ۴۰۷ مایل‌مربع |      |
| شهرستان آلن، کنتاکی        | اسکاتسویل، کنتاکی                     | ۱۸۱۵  | ۱۹٬۹۵۶  | ۳۴۶ مایل‌مربع |      |
| شهرستان اندرسون، کنتاکی    | لارنسبرگ، کنتاکی                      | ۱۸۲۷  | ۲۱٬۴۲۱  | ۲۰۳ مایل‌مربع |      |
| شهرستان بالارد، کنتاکی     | ویکلیف، کنتاکی                        | ۱۸۴۲  | ۸٬۲۴۹   | ۲۵۱ مایل‌مربع |      |
| شهرستان برن، کنتاکی        | گلاسکو، کنتاکی                        | ۱۷۹۸  | ۴۲٬۱۷۳  | ۴۹۱ مایل‌مربع |      |
| شهرستان بث، کنتاکی         | اووینگسویل، کنتاکی                    | ۱۸۱۱  | ۱۱٬۵۹۱  | ۲۷۹ مایل‌مربع |      |
| شهرستان بل، کنتاکی         | پاینویل، کنتاکی                       | ۱۸۶۷  | ۲۸٬۶۹۱  | ۳۶۱ مایل‌مربع |      |
| شهرستان بون، کنتاکی        | برلینگتن، کنتاکی                      | ۱۷۹۸  | ۱۱۸٬۸۱۱ | ۲۴۶ مایل‌مربع |      |
| شهرستان بوربن، کنتاکی      | پاریس، کنتاکی                         | ۱۷۸۵  | ۱۹٬۹۸۵  | ۲۹۱ مایل‌مربع |      |
| شهرستان بوید، کنتاکی       | کتلتسبورگ، کنتاکی                     | ۱۸۶۰  | ۴۹٬۵۴۲  | ۱۶۰ مایل‌مربع |      |
| شهرستان بویل، کنتاکی       | دنویل، کنتاکی                         | ۱۸۴۲  | ۲۸٬۴۳۲  | ۱۸۲ مایل‌مربع |      |
| شهرستان براکن، کنتاکی      | بروکسویل، کنتاکی                      | ۱۷۹۶  | ۸٬۴۸۸   | ۲۰۳ مایل‌مربع |      |
| شهرستان بریثیت، کنتاکی     | جکسن، کنتاکی                          | ۱۸۳۹  | ۱۳٬۸۷۸  | ۴۹۵ مایل‌مربع |      |
| شهرستان برکینریج، کنتاکی   | هاردینسبورگ                           | ۱۷۹۹  | ۲۰٬۰۵۹  | ۵۷۲ مایل‌مربع |      |
| شهرستان بولت، کنتاکی       | شپهردسویل، کنتاکی                     | ۱۷۹۶  | ۷۴٬۳۱۹  | ۲۹۹ مایل‌مربع |      |
| شهرستان باتلر، کنتاکی      | مورگانتاون، کنتاکی                    | ۱۸۱۰  | ۱۲٬۶۹۰  | ۴۲۸ مایل‌مربع |      |
| شهرستان کالدول، کنتاکی     | پرینستون، کنتاکی                      | ۱۸۰۹  | ۱۲٬۹۸۴  | ۳۴۷ مایل‌مربع |      |
| شهرستان کلووی، کنتاکی      | موری، کنتاکی                          | ۱۸۲۲  | ۳۷٬۱۹۱  | ۳۸۶ مایل‌مربع |      |
| شهرستان کمبل، کنتاکی       | آلکساندریا، کنتاکی و نیوپورت، کنتاکی  | ۱۷۹۴  | ۹۰٬۳۳۶  | ۱۵۲ مایل‌مربع |      |
| شهرستان کارلایل، کنتاکی    | باردول، کنتاکی                        | ۱۸۸۶  | ۵٬۱۰۴   | ۱۹۲ مایل‌مربع |      |
| شهرستان کرول، کنتاکی       | کرلتن، کنتاکی                         | ۱۸۳۸  | ۱۰٬۸۱۱  | ۱۳۰ مایل‌مربع |      |
| شهرستان کارتر، کنتاکی      | گریسن، کنتاکی                         | ۱۸۳۸  | ۲۷٬۷۲۰  | ۴۱۱ مایل‌مربع |      |
| شهرستان کیسی، کنتاکی       | لیبرتی، کنتاکی                        | ۱۸۰۶  | ۱۵٬۹۵۵  | ۴۴۶ مایل‌مربع |      |
| شهرستان کریستین، کنتاکی    | هاپکینزویل                            | ۱۷۹۶  | ۷۳٬۹۵۵  | ۷۲۱ مایل‌مربع |      |
| شهرستان کلارک، کنتاکی      | وینچستر، کنتاکی                       | ۱۷۹۲  | ۳۵٬۶۱۳  | ۲۵۴ مایل‌مربع |      |
| شهرستان کلی، کنتاکی        | منچسترر، کنتاکی                       | ۱۸۰۷  | ۲۱٬۷۳۰  | ۴۷۱ مایل‌مربع |      |
| شهرستان کلینتن، کنتاکی     | آلبانی، کنتاکی                        | ۱۸۳۵  | ۱۰٬۲۷۲  | ۱۹۸ مایل‌مربع |      |
| شهرستان کریتندن، کنتاکی    | مریان، کنتاکی                         | ۱۸۴۲  | ۹٬۳۱۵   | ۳۶۲ مایل‌مربع |      |
| شهرستان کامبرلند، کنتاکی   | برکسویل، کنتاکی                       | ۱۷۹۸  | ۶٬۸۵۶   | ۳۰۶ مایل‌مربع |      |
| شهرستان دیویس، کنتاکی      | اوونزبروو، کنتاکی                     | ۱۸۱۵  | ۹۶٬۶۵۶  | ۴۶۲ مایل‌مربع |      |
| شهرستان ادمونسن، کنتاکی    | براونزویل، کنتاکی                     | ۱۸۲۵  | ۱۲٬۱۶۱  | ۳۰۳ مایل‌مربع |      |
| شهرستان الیوت، کنتاکی      | سندی هوک، کنتاکی                      | ۱۸۶۹  | ۷٬۸۵۲   | ۲۳۴ مایل‌مربع |      |
| شهرستان استیل، کنتاکی      | اروین، کنتاکی                         | ۱۸۰۸  | ۱۴٬۶۷۲  | ۲۵۴ مایل‌مربع |      |
| شهرستان فیت، کنتاکی        | لکزینگتون، کنتاکی                     | ۱۷۸۰  | ۲۹۵٬۸۰۳ | ۲۸۴ مایل‌مربع |      |
| شهرستان فلمینگ، کنتاکی     | فلمینگسبورگ، کنتاکی                   | ۱۷۹۸  | ۱۴٬۳۴۸  | ۳۵۱ مایل‌مربع |      |
| شهرستان فلوید، کنتاکی      | پرستونسبورگ، کنتاکی                   | ۱۸۰۰  | ۳۹٬۴۵۱  | ۳۹۴ مایل‌مربع |      |
| شهرستان فرانکلین، کنتاکی   | فرانکفورت، کنتاکی                     | ۱۷۹۴  | ۴۹٬۲۸۵  | ۲۱۰ مایل‌مربع |      |
| شهرستان فولتن، کنتاکی      | هیکمن، کنتاکی                         | ۱۸۴۵  | ۶٬۸۱۳   | ۲۰۹ مایل‌مربع |      |
| شهرستان گالتین، کنتاکی     | ورسا، کنتاکی                          | ۱۷۹۸  | ۸٬۵۸۹   | ۹۹ مایل‌مربع  |      |
| شهرستان گررد، کنتاکی       | لنکستر، کنتاکی                        | ۱۷۹۶  | ۱۶٬۹۱۲  | ۲۳۱ مایل‌مربع |      |
| شهرستان گرنت، کنتاکی       | ویلیامزتاون، کنتاکی                   | ۱۸۲۰  | ۲۴٬۶۶۲  | ۲۶۰ مایل‌مربع |      |
| شهرستان گریوس، کنتاکی      | میفیلد، کنتاکی                        | ۱۸۲۴  | ۳۷٬۱۲۱  | ۵۵۶ مایل‌مربع |      |
| شهرستان گریسون، کنتاکی     | لیچفیلد، کنتاکی                       | ۱۸۱۰  | ۲۵٬۷۴۶  | ۵۰۴ مایل‌مربع |      |
| شهرستان گرین، کنتاکی       | گرینزبرگ، کنتاکی                      | ۱۷۹۲  | ۱۱٬۲۵۸  | ۲۸۹ مایل‌مربع |      |
| شهرستان گریناپ، کنتاکی     | گریناپ، کنتاکی                        | ۱۸۰۳  | ۳۶٬۹۱۰  | ۳۴۶ مایل‌مربع |      |
| شهرستان هنکاک، کنتاکی      | هاوسویل                               | ۱۸۲۹  | ۸٬۵۶۵   | ۱۸۹ مایل‌مربع |      |
| شهرستان هاردین، کنتاکی     | الیزابتتاون، کنتاکی                   | ۱۷۹۲  | ۱۰۵٬۵۴۳ | ۶۲۸ مایل‌مربع |      |
| شهرستان هارلن، کنتاکی      | هارلن، کنتاکی                         | ۱۸۱۹  | ۲۹٬۲۷۸  | ۴۶۷ مایل‌مربع |      |
| شهرستان هریسون، کنتاکی     | سینسیانا، کنتاکی                      | ۱۷۹۳  | ۱۸٬۸۴۶  | ۳۱۰ مایل‌مربع |      |
| شهرستان هارت، کنتاکی       | مونفوردویل، کنتاکی                    | ۱۸۱۹  | ۱۸٬۱۹۹  | ۴۱۶ مایل‌مربع |      |
| شهرستان هندرسون، کنتاکی    | هندرسن، کنتاکی                        | ۱۷۹۸  | ۴۶٬۲۵۰  | ۴۴۰ مایل‌مربع |      |
| شهرستان هنری، کنتاکی       | نیو کاسل، کنتاکی                      | ۱۷۹۸  | ۱۵٬۴۱۶  | ۲۸۹ مایل‌مربع |      |
| شهرستان هیکمن، کنتاکی      | کلینتون، کنتاکی                       | ۱۸۲۱  | ۴٬۹۰۲   | ۲۴۴ مایل‌مربع |      |
| شهرستان هاپکینز، کنتاکی    | مدسنویل، کنتاکی                       | ۱۸۰۶  | ۴۶٬۹۲۰  | ۵۵۱ مایل‌مربع |      |
| شهرستان جکسون، کنتاکی      | مک‌کی، کنتاکی                          | ۱۸۵۸  | ۱۳٬۴۹۴  | ۳۴۶ مایل‌مربع |      |
| شهرستان جفرسن، کنتاکی      | لوییویل، کنتاکی                       | ۱۷۸۰  | ۷۴۱٬۰۹۶ | ۳۸۵ مایل‌مربع |      |
| شهرستان جسامین، کنتاکی     | نیکلاسویل، کنتاکی                     | ۱۷۹۸  | ۴۸٬۵۸۶  | ۱۷۳ مایل‌مربع |      |
| شهرستان جانسون، کنتاکی     | پینتسویل، کنتاکی                      | ۱۸۴۳  | ۲۳٬۳۵۶  | ۲۶۲ مایل‌مربع |      |
| شهرستان کنتون، کنتاکی      | کاوینگتن، کنتاکی و ایندیپندنس، کنتاکی | ۱۸۴۰  | ۱۵۹٬۷۲۰ | ۱۶۳ مایل‌مربع |      |
| شهرستان نات، کنتاکی        | هیندمن، کنتاکی                        | ۱۸۸۴  | ۱۶٬۳۴۶  | ۳۵۲ مایل‌مربع |      |
| شهرستان ناکس، کنتاکی       | باربورویل، کنتاکی                     | ۱۷۹۹  | ۳۱٬۸۸۳  | ۳۸۸ مایل‌مربع |      |
| شهرستان لرو، کنتاکی        | هاجنویل، کنتاکی                       | ۱۸۴۳  | ۱۴٬۱۹۳  | ۲۶۳ مایل‌مربع |      |
| شهرستان لاورل، کنتاکی      | لندن، کنتاکی                          | ۱۸۲۵  | ۵۸٬۸۴۹  | ۴۳۶ مایل‌مربع |      |
| شهرستان لارنس، کنتاکی      | لوئیزا، کنتاکی                        | ۱۸۲۱  | ۱۵٬۸۶۰  | ۴۱۹ مایل‌مربع |      |
| شهرستان لی، کنتاکی         | بیتیویل، کنتاکی                       | ۱۸۷۰  | ۷٬۸۸۷   | ۲۱۰ مایل‌مربع |      |
| شهرستان لسلی، کنتاکی       | هیدن، کنتاکی                          | ۱۸۷۸  | ۱۱٬۳۱۰  | ۴۰۴ مایل‌مربع |      |
| شهرستان لتچر، کنتاکی       | ویتسبورگ، کنتاکی                      | ۱۸۴۲  | ۲۴٬۵۱۹  | ۳۳۹ مایل‌مربع |      |
| شهرستان لوئیس، کنتاکی      | ونسبورگ، کنتاکی                       | ۱۸۰۶  | ۱۳٬۸۷۰  | ۴۸۴ مایل‌مربع |      |
| شهرستان لینکلن، کنتاکی     | استنفرد، کنتاکی                       | ۱۷۸۰  | ۲۴٬۷۳۲  | ۳۳۷ مایل‌مربع |      |
| شهرستان لیوینگستون، کنتاکی | اسمیتلند، کنتاکی                      | ۱۷۹۹  | ۹٬۵۱۹   | ۳۱۶ مایل‌مربع |      |
| شهرستان لوگان، کنتاکی      | راسلویل، کنتاکی                       | ۱۷۹۲  | ۲۶٬۸۳۵  | ۵۵۶ مایل‌مربع |      |
| شهرستان لیون، کنتاکی       | ادیویل، کنتاکی                        | ۱۸۵۴  | ۸٬۳۱۴   | ۲۱۶ مایل‌مربع |      |
| شهرستان مک‌کراکن، کنتاکی    | پدوکا، کنتاکی                         | ۱۸۲۵  | ۶۵٬۵۶۵  | ۲۵۱ مایل‌مربع |      |
| شهرستان مک‌کرری، کنتاکی     | ویتلی سیتی، کنتاکی                    | ۱۹۱۲  | ۱۸٬۳۰۶  | ۴۲۸ مایل‌مربع |      |
| شهرستان مک‌لین، کنتاکی      | کلهون، کنتاکی                         | ۱۸۵۴  | ۹٬۵۳۱   | ۲۵۴ مایل‌مربع |      |
| شهرستان مدیسون، کنتاکی     | ریچمند، کنتاکی                        | ۱۷۸۵  | ۸۲٬۹۱۶  | ۴۴۱ مایل‌مربع |      |
| شهرستان مگافین، کنتاکی     | سلیرسویل، کنتاکی                      | ۱۸۶۰  | ۱۳٬۳۳۳  | ۳۱۰ مایل‌مربع |      |
| شهرستان ماریون، کنتاکی     | لبنان، کنتاکی                         | ۱۸۳۴  | ۱۹٬۸۲۰  | ۳۴۷ مایل‌مربع |      |
| شهرستان مارشال، کنتاکی     | بنتن، کنتاکی                          | ۱۸۴۲  | ۳۱٬۴۴۸  | ۳۰۵ مایل‌مربع |      |
| شهرستان مارتن، کنتاکی      | اینز، کنتاکی                          | ۱۸۷۰  | ۱۲٬۹۲۹  | ۲۳۱ مایل‌مربع |      |
| شهرستان ماسون، کنتاکی      | مایزویل، کنتاکی                       | ۱۷۸۸  | ۱۷٬۴۹۰  | ۲۴۱ مایل‌مربع |      |
| شهرستان مید، کنتاکی        | برندنبرگ، کنتاکی                      | ۱۸۲۳  | ۲۸٬۶۰۲  | ۳۰۸ مایل‌مربع |      |
| شهرستان منیفی، کنتاکی      | فرنچبورگ، کنتاکی                      | ۱۸۶۹  | ۶٬۳۰۶   | ۲۰۴ مایل‌مربع |      |
| شهرستان مرسر، کنتاکی       | هارودسبورگ                            | ۱۷۸۵  | ۲۱٬۳۳۱  | ۲۵۱ مایل‌مربع |      |
| شهرستان متکالف، کنتاکی     | ادمنتون، کنتاکی                       | ۱۸۶۰  | ۱۰٬۰۹۹  | ۲۹۱ مایل‌مربع |      |
| شهرستان مونروو، کنتاکی     | تامپکینسویل، کنتاکی                   | ۱۸۲۰  | ۱۰٬۹۶۳  | ۳۳۱ مایل‌مربع |      |
| شهرستان مونتگومری، کنتاکی  | ماونت استرلینگ، کنتاکی                | ۱۷۹۶  | ۲۶٬۴۹۹  | ۱۹۹ مایل‌مربع |      |
| شهرستان مورگان، کنتاکی     | وست لیبرتی، کنتاکی                    | ۱۸۲۲  | ۱۳٬۹۲۳  | ۳۸۱ مایل‌مربع |      |
| شهرستان مولنبرگ، کنتاکی    | گرینویل، کنتاکی                       | ۱۷۹۸  | ۳۱٬۴۹۹  | ۴۷۵ مایل‌مربع |      |
| شهرستان نلسن، کنتاکی       | بارداستاون، کنتاکی                    | ۱۷۸۴  | ۴۳٬۴۳۷  | ۴۲۳ مایل‌مربع |      |
| شهرستان نیکلاس، کنتاکی     | کارلایل، کنتاکی                       | ۱۷۹۹  | ۷٬۱۳۵   | ۱۹۷ مایل‌مربع |      |
| شهرستان اوهایو، کنتاکی     | هارتفرد، کنتاکی                       | ۱۷۹۸  | ۲۳٬۸۴۲  | ۵۹۴ مایل‌مربع |      |
| شهرستان اولدهام، کنتاکی    | لا گرینج، کنتاکی                      | ۱۸۲۳  | ۶۰٬۳۱۶  | ۱۸۹ مایل‌مربع |      |
| شهرستان اوون، کنتاکی       | اوونتون، کنتاکی                       | ۱۸۱۹  | ۱۰٬۸۴۱  | ۳۵۲ مایل‌مربع |      |
| شهرستان آوسلی، کنتاکی      | بونویل، کنتاکی                        | ۱۸۴۳  | ۴٬۷۵۵   | ۱۹۸ مایل‌مربع |      |
| شهرستان پندلتن، کنتاکی     | فلمت، کنتاکی                          | ۱۷۹۸  | ۱۴٬۸۷۷  | ۲۸۰ مایل‌مربع |      |
| شهرستان پری، کنتاکی        | هزرد، کنتاکی                          | ۱۸۲۰  | ۲۸٬۷۱۲  | ۳۴۲ مایل‌مربع |      |
| شهرستان پایک، کنتاکی       | پایکویل، کنتاکی                       | ۱۸۲۱  | ۶۵٬۰۲۴  | ۷۸۸ مایل‌مربع |      |
| شهرستان پاول، کنتاکی       | استنتن، کنتاکی                        | ۱۸۵۲  | ۱۲٬۶۱۳  | ۱۸۰ مایل‌مربع |      |
| شهرستان پلاسکی، کنتاکی     | سامرست، کنتاکی                        | ۱۷۹۸  | ۶۳٬۰۶۳  | ۶۶۲ مایل‌مربع |      |
| شهرستان رابرتسون، کنتاکی   | ماونت الیوت، کنتاکی                   | ۱۸۶۷  | ۲٬۲۸۲   | ۱۰۰ مایل‌مربع |      |
| شهرستان راک کاسل، کنتاکی   | ماونت ورنن، کنتاکی                    | ۱۸۱۰  | ۱۷٬۰۵۶  | ۳۱۸ مایل‌مربع |      |
| شهرستان روون، کنتاکی       | مورهد، کنتاکی                         | ۱۸۵۶  | ۲۳٬۳۳۳  | ۲۸۱ مایل‌مربع |      |
| شهرستان راسل، کنتاکی       | جیمزتاون، کنتاکی                      | ۱۸۲۵  | ۱۷٬۵۶۵  | ۲۵۴ مایل‌مربع |      |
| شهرستان اسکات، کنتاکی      | جرج‌تاون، کنتاکی                       | ۱۷۹۲  | ۴۷٬۱۷۳  | ۲۸۵ مایل‌مربع |      |
| شهرستان شلبی، کنتاکی       | شلبیویل، کنتاکی                       | ۱۷۹۲  | ۴۲٬۰۷۴  | ۳۸۴ مایل‌مربع |      |
| شهرستان سیمپسون، کنتاکی    | فرانکلین، کنتاکی                      | ۱۸۱۹  | ۱۷٬۳۲۷  | ۲۳۶ مایل‌مربع |      |
| شهرستان اسپنسر، کنتاکی     | تایلورسویل، کنتاکی                    | ۱۸۲۴  | ۱۷٬۰۶۱  | ۱۸۶ مایل‌مربع |      |
| شهرستان تیلور، کنتاکی      | کمبلسویل، کنتاکی                      | ۱۸۴۸  | ۲۴٬۵۱۲  | ۲۷۰ مایل‌مربع |      |
| شهرستان تاد، کنتاکی        | الکتون، کنتاکی                        | ۱۸۱۹  | ۱۲٬۴۶۰  | ۳۷۶ مایل‌مربع |      |
| شهرستان تریگ، کنتاکی       | کادیس، کنتاکی                         | ۱۸۲۰  | ۱۴٬۳۳۹  | ۴۴۳ مایل‌مربع |      |
| شهرستان تریمبل، کنتاکی     | بدفرد، کنتاکی                         | ۱۸۳۷  | ۸٬۸۰۹   | ۱۴۹ مایل‌مربع |      |
| شهرستان یونیون، کنتاکی     | مورگانفیلد، کنتاکی                    | ۱۸۱۱  | ۱۵٬۰۰۷  | ۳۴۵ مایل‌مربع |      |
| شهرستان وارن، کنتاکی       | بوولینگ گرین، کنتاکی                  | ۱۷۹۶  | ۱۱۳٬۷۹۲ | ۵۴۵ مایل‌مربع |      |
| شهرستان واشینگتن، کنتاکی   | اسپرینگفیلد، کنتاکی                   | ۱۷۹۲  | ۱۱٬۷۱۷  | ۳۰۱ مایل‌مربع |      |
| شهرستان وین، کنتاکی        | مانتیچلوو، کنتاکی                     | ۱۸۰۰  | ۲۰٬۸۱۳  | ۴۵۹ مایل‌مربع |      |
| شهرستان وبستر، کنتاکی      | دیکسن، کنتاکی                         | ۱۸۶۰  | ۱۳٬۶۲۱  | ۳۳۵ مایل‌مربع |      |
| شهرستان ویتلی، کنتاکی      | ویلیامزبرگ، کنتاکی                    | ۱۸۱۸  | ۳۵٬۶۳۷  | ۴۴۰ مایل‌مربع |      |
| شهرستان وولف، کنتاکی       | کمپتون، کنتاکی                        | ۱۸۶۰  | ۷٬۳۵۵   | ۲۲۳ مایل‌مربع |      |
| شهرستان وودفورد، کنتاکی    | ورسای، کنتاکی                         | ۱۷۸۸  | ۲۴٬۹۳۹  | ۱۹۱ مایل‌مربع |      |